# Dongfeng Nammi Box
Der Dongfeng Nammi Box oder Dongfeng Nammi 01 ist ein Elektroauto der Dongfeng Motor Corporation unter der Marke Dongfeng Nammi.

## Geschichte
Die Vorstellung des Nammi 01 erfolgte im August 2023. Die Produktion startete im Januar 2024. Der Preis lag zur Markteinführung in China zwischen 74.800 RMB (9.500 Euro) und 104.000 RMB (13.000 Euro).
Im Juni 2024 wurde der Verkauf in Europa angekündigt. Der Verkauf startete in Europa vorerst in der Schweiz und in Norwegen. In Europa wird nur die Version mit dem großen Akkumulator ausgeliefert. Der Wagen wird hier als Nammi Box vermarktet. Die Preise in der Schweiz beginnen ab 22.000 Schweizer Franken (etwa 23.500 Euro) und in Norwegen ab 189.000 Kronen (etwa 16.000 Euro). Dongfeng nutzt in Europa die Vertriebsstruktur seiner Marke Voyah, die es bereits in der Schweiz und Norwegen gibt und 2024 auch nach Deutschland kommen soll.

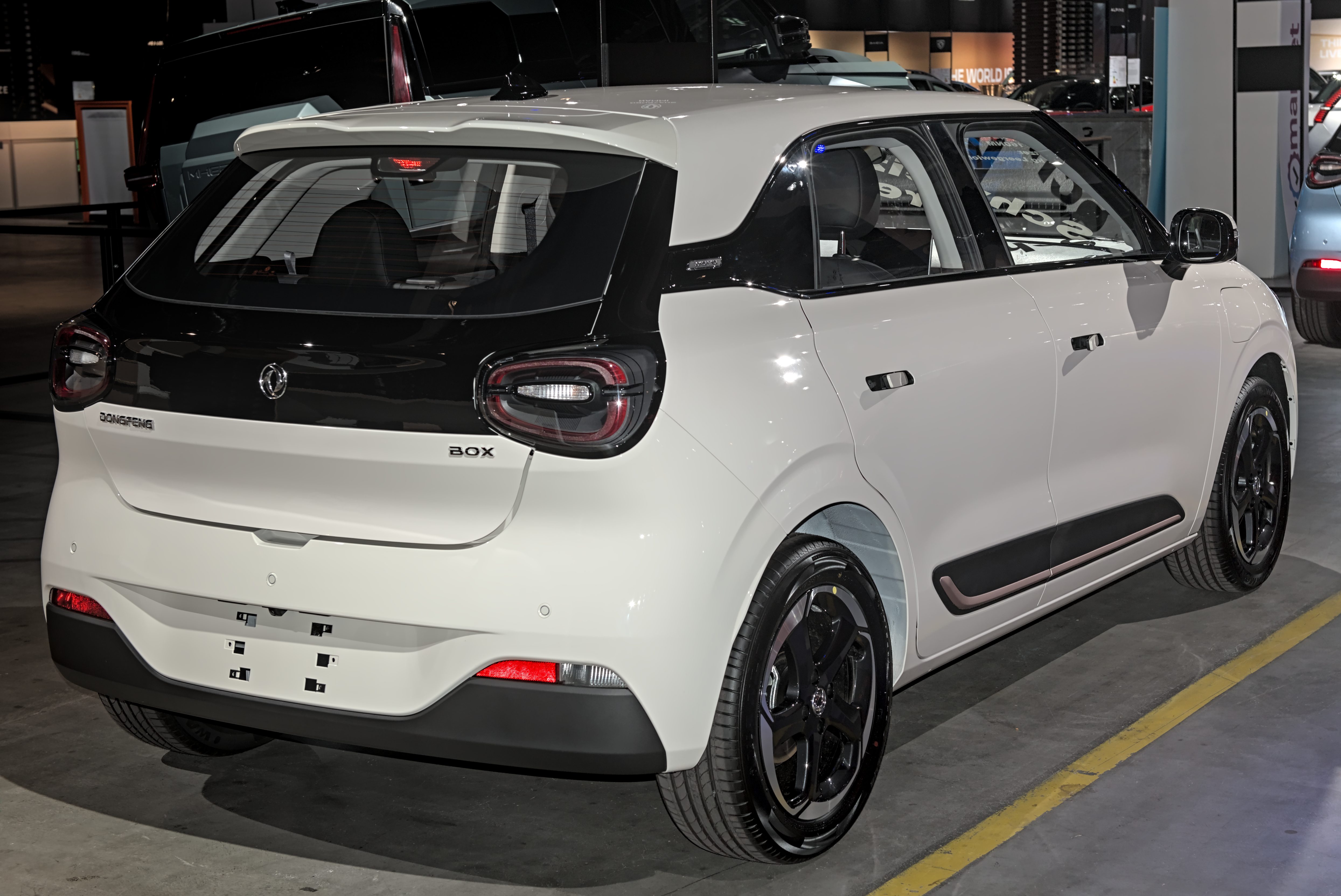
Heckansicht
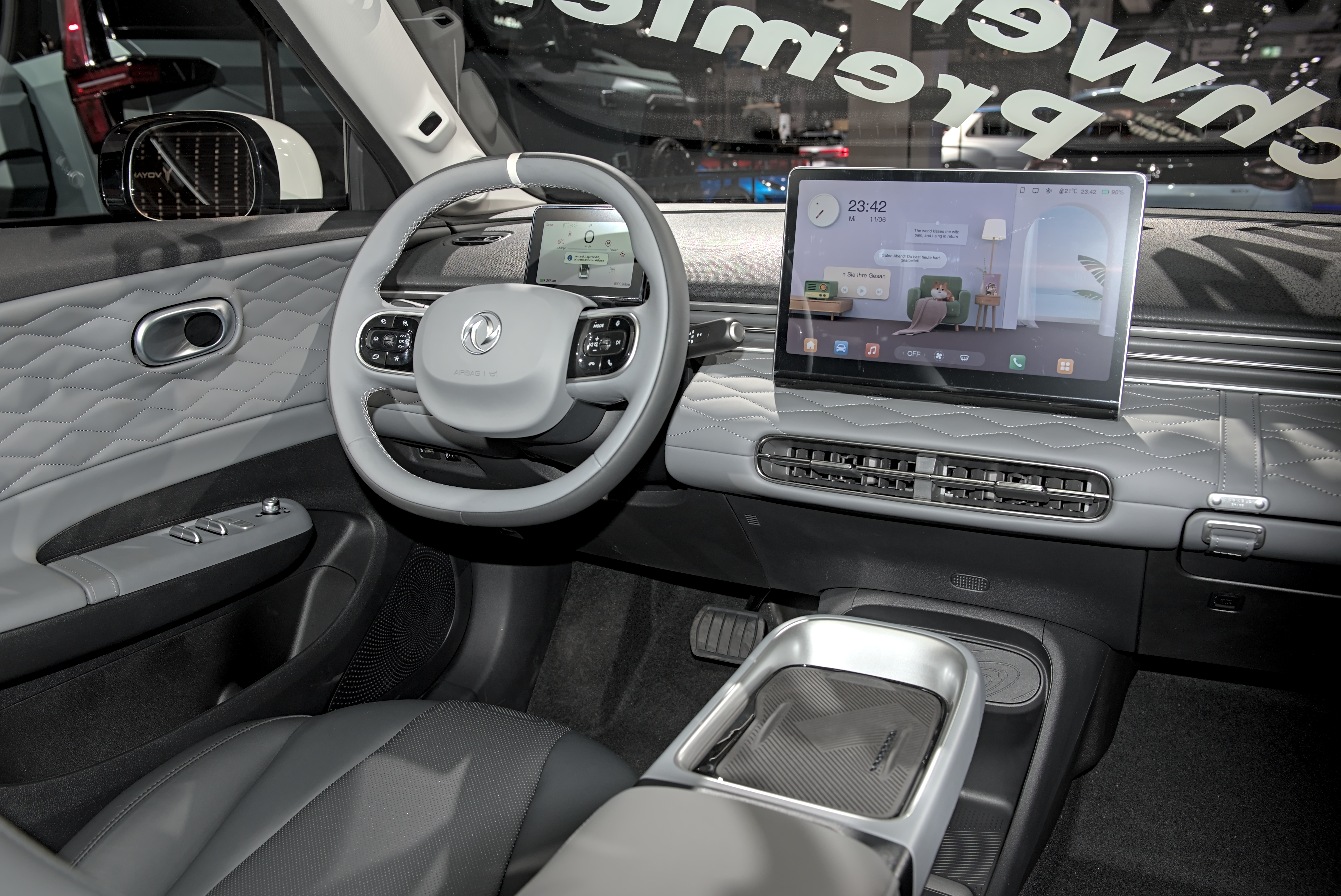
Innenansicht

## Technik
Mit einer Länge von 4,03 m und einem Radstand von 2,66 m ist der Nammi 01 ein Kleinwagen. Er wird mit zwei verschiedene Lithium-Eisenphosphat-Akkumulatoren ausgeliefert. Die Batteriekapazitäten betragen entweder 42,3 kWh (CLTC-Reichweite 430 km, WLTP 310 km) oder 31,5 kWh (CLTC-Reichweite 330 km). Beide Versionen haben einen Permanentmagnet-Synchron-Motor auf der Vorderachse mit 70 kW Leistung und 160 Nm Drehmoment.
Das Kofferraumvolumen liegt bei 326 Liter und kann auf 945 Liter erweitert werden.